# Битва при Нахере
Битва при На́хере (исп. batalla de Nájera, фр. bataille de Nájera, англ. battle of Nájera), также известная как битва при Наваррете, — битва между войсками двух претендентов на трон Кастилии и Леона: Педро Жестокого, поддерживаемого англичанами, и Генриха (Энрике) II, поддерживаемого французами. Учитывая состав участников, часто рассматривается как эпизод Столетней войны. По меркам XIV века битва может считаться очень крупной: суммарная численность войск, принимавших участие в ней, существенно выше, чем, например, в знаменитых битвах при Креси и при Пуатье.

## Предыстория
В 1366 году в Кастилии и Леоне вспыхнула гражданская война, начатая Генрихом (Энрике) де Трастамара — бастардом Альфонсо XI, с 1354 года неоднократно воевавшим против своего сводного брата и нашедшего убежище во Франции. Король Педро I не пользовался популярностью среди кастильской знати и к тому же поссорился с французами, жестоко обойдясь со своей женой Бланкой Бурбонской, которая приходилась родственницей королю Карлу V. Генрих обратился к последнему за помощью, и в Испанию отправилось большое войско наёмников во главе с лучшим французским полководцем — Бертраном дю Гекленом. По мнению Н. И. Басовской, ключевую роль в этом решении Карла V сыграло его желание на период затишья в Столетней войне избавить Францию от многочисленных отрядов рутьеров, которые сложно было прокормить и удержать от грабежей французских земель. Педро быстро лишился трона и через Севилью бежал к Чёрному Принцу, находившемуся тогда со своим двором в Аквитании. У Эдуарда имелись веские причины поддержать Педро: любой из претендентов стал бы обязанным своему более сильному союзнику; представлялось заманчивым вовлечь Кастилию в орбиту английской внешней политики и ослабить французский военный потенциал; наконец, не последнюю роль играла материальная заинтересованность.
После изгнания из страны соперника Генрих распустил основные силы наёмников, оставив при себе лишь ядро из французских ветеранов под началом Бертрана дю Геклена. Эдуард, который нуждался в пополнениях для войска, завербовал… тех же самых наёмников и поспешил на юг. Услуги профессиональных вояк стоили дорого, и Эдуарду было необходимо по возможности сократить продолжительность кампании. Поэтому ему пришлось переходить горные перевалы в феврале, то есть в самое неподходящее для подобных операций время года. Он был вынужден заплатить за право беспрепятственного продвижения через горы королю Наварры Карлу II (последний уже получил плату от Генриха за то, чтобы перекрыть англичанам путь через те же самые проходы). Перевалив через Пиренеи у Ронсеваля, Эдуард и Педро поспешили дальше к Бургосу, бывшему тогда столицей Кастилии. Генрих стоял лагерем у Анастро на границе Наварры и Арагона. Эдуард и Педро расположились около Витории и отрядили сэра Вильяма Фелтона с его братом Томасом и 100 тяжеловооружёнными всадниками разведать вражеские позиции. В то же время отряд из 6000 солдат под командованием брата Генриха, Тельо, атаковал лагерь английского авангарда и нанёс ему серьёзный урон, а на обратном пути встретил отряд Фелтона и уничтожил его.
Ещё примерно неделю после этого эпизода противники лишь смотрели друг на друга, ожидая, кто же сделает первый шаг. Оба войска сильно страдали от дождя и холода. Эдуард и Педро не выдержали первыми: однажды ночью они снялись с лагеря и двинулись на юго-восток. Перейдя Кантабрийские горы, они форсировали Эбро около Вианы, надеясь таким образом обойти Генриха и продолжить движение к Бургосу. Генрих, обнаружив уход неприятеля, быстро двинул собственные силы почти прямо на восток с целью перерезать неприятелю путь на Бургос и вышел на широкую равнину севернее небольшого селения Нахера.

## Состав армий и командование
2 апреля 1367 года обе армии, которых разделяли примерно 12 км широкой равнины, построились для битвы в схожие боевые порядки. Английское войско спешилось полностью. Авангард, возглавляемый Джоном Гонтом, герцогом Ланкастерским и сэром Джоном Чандосом, состоял из 3000 латников при поддержке 3000 лучников, равномерно распределённых на флангах. Им противостояли 2500 спешенных французов под началом дю Геклена и испанских тяжеловооружённых воинов под командованием маршала д’Одреема, а также членов военно-духовных орденов. Поддержку им осуществляла лёгкая и средняя пехота: пращники, воины с дротиками и арбалетчики.
Основные силы обеих армий делились на три «дивизии». Каждая из английских «дивизий» включала в себя примерно равное число тяжеловооружённых всадников и лучников. Левофланговую «дивизию» англичан возглавляли Генри Перси, граф Нортумберленда, и Оливье де Клиссон. Центром командовали Эдуард и Педро, правый же фланг находился под началом капталя де Бюш, Арно д’Альбре и Энрикеса.
В армии Генриха на флангах стояли хинеты, а также какое-то число арбалетчиков и множество тяжеловооружённых всадников. В центре строя находились 1500 отборных конных латников. На левом крыле действиями руководил брат Генриха, Тельо, и великий приор ордена госпитальеров. Центром командовал сам Генрих, а правым флангом — его сенешаль, граф Дения и магистр военно-монашеского ордена Калатравы.
Английский арьергард состоял из 3000 гасконцев и наёмников — спешенных тяжеловооружённых всадников — плюс равное количество лучников под командованием Якова (Хайме) IV, короля Майорки, графа Арманьяка и других нобилей. Огромный арьергард в армии Генриха II составляло пешее городское ополчение, отличавшееся низким боевым духом и самым разнообразным вооружением.
Обе армии были очень неоднородны по своему составу. Войско Генриха состояло из феодальных ополчений, представленных тяжеловооружёнными всадниками, городских ополчений из Кастилии, воинов испанских духовных орденов вроде братства Калатравы и рыцарей-госпитальеров и ветеранов — французских наёмников Бертрана дю Геклена. «Английское» войско отличалось ещё меньшей однородностью. Лишь 400 тяжеловооружённых всадников и 600 лучников, возглавляемых Джоном Гонтом, прибыли для участия в кампании непосредственно из Англии. Командирами отрядов под началом Педро были представители английского, французского и испанского нобилитета. Солдаты происходили с английских территорий во Франции — прежде всего, из Нормандии и Аквитании, было также много английских воинов, нёсших службу во Франции, плюс множество наёмников со всей Европы в рядах так называемых вольных копий.

## Тактика
Привычная тактика испанцев, французов и англичан различалась принципиально. Испанцы привыкли воевать с маврами в южных областях Испании. На открытой местности, имея сильные отряды лёгкой конницы на флангах, наиболее эффективной тактикой было, не ввязываясь в тесную рукопашную, забрасывать врага дротиками. Многие военные операции представляли собой стремительные кавалерийские набеги и вынужденные осады. Соответственно, доспехи испанцев отличались сравнительной лёгкостью. Крупные полевые сражения в Испании были довольно редки.
Французы уже накопили горький опыт лобовых атак позиций англичан под градом стрел. Для них стало очевидно, что взбесившиеся раненые кони приводят к разрушению строя, а туши погибших животных превращаются в дополнительные препятствия на пути следующей атаки, давая вражеским лучникам возможность выпустить больше стрел. Результатом стала тактика пешего наступления, когда каждый воин представлял собой менее крупную мишень и создавал меньше беспорядка в случае ранения, не говоря уже о лучшей защищённости воинов по сравнению с конями.
Английская тактика по сравнению с начальным периодом Столетней войны не претерпела изменений — зачем, если она из раза в раз неизменно срабатывала. Даже если стрела английского лука и не пробивала доспехов, то, принимая во внимание её скорость и массу, удар при столкновении с целью превосходил мощью кулак боксёра-тяжеловеса. Против незащищённого доспехами человека или животного шли в ход V-образные наконечники, прошивавшие материю, плоть и сухожилия и добиравшиеся до артерий. Извлечение стрелы было сопряжено с расширением раны. Для поражения кольчуг использовались длинные — 100—150 мм — и тонкие наконечники. Острие протискивалось между кольцами кольчуги, а по мере того, как скорость продвижения стрелы резко замедлялась в теле жертвы, оно сгибалось и скручивалось, превращаясь в подобие штопора, загнанного в плоть. Когда с начала XIV столетия в обиход всё шире стали входить кованые латы, изготовители стрел также внедрили инновации, применив конический наконечник (напоминающий по форме пулю). Небольшое количество воска на самом острие не давало ему соскользнуть с металлической пластины, если только он не встречался с ней под особо острым углом. Как только наконечник преодолевал металл, он сталкивался с не представлявшими серьёзного препятствия плотью и костями. Прежде чем вытащить стрелу, приходилось снимать доспехи, а анестезии в современном понимании тогда не существовало. Англичане по-прежнему ставили лучников на флангах и преспокойно наблюдали за тем, как те уничтожали атакующего противника. Когда же вражеские воины прорывались к английскому строю, их ждала встреча со спешенными тяжеловооружёнными латниками.

## Ход битвы

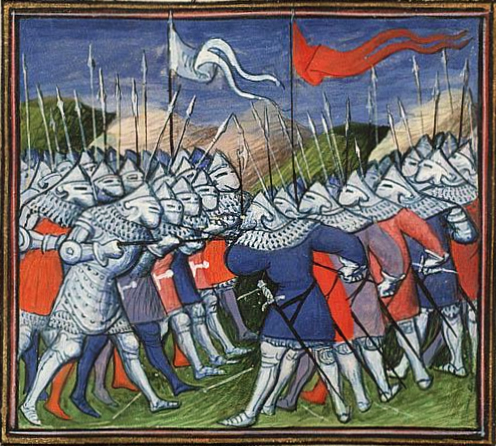
Миниатюра из «Хроник» Жана Фруассара (XV век). Примечательна нетипичная для Средневековья атака латников в пешем строю

Пока лёгкая пехота и хинеты отвлекали внимание английских лучников, спешенные французские латники устремились вперёд и вступили в боевое соприкосновение с англичанами. Столкновение с противником отбросило англичан на несколько метров, и началась отчаянная рукопашная. Однако хинеты на флангах не выдержали тяжёлых потерь, которые наносили им с дальней дистанции лучники, и бежали с поля боя. После этого фланговые «дивизии» английского центра смогли беспрепятственно атаковать французов, что привело к изменению соотношения сил в пропорции 2:1. Видя это, всадники из главного отряда Генриха попытались вмешаться и переломить ход борьбы в центре. Они трижды бросались в атаку, но наталкивались на противодействие 7000 лучников, действовавших при поддержке тяжеловооружённых воинов из фланговых отрядов центральной «дивизии». Как и многие французские армии до них, испанцы не выдержали и покинули поле боя.
Тем временем Эдуард двинул 4000 солдат основной «дивизии» на усиление бойцов Джона Гонта, доведя соотношение сил до 4:1, не считая лучников. Испанскую пехоту в арьергарде армии Генриха охватила паника, и она тоже обратилась в бегство. Многих воинов Генриха настигли и перерезали преследователи в самом селении, другие утонули в разлившейся реке, протекавшей через него. В этот момент вступила в бой последняя часть войска Эдуарда. Уцелевшие французы дрались отважно, но, потеряв около трети численности, сдались англичанам. Фруассар, скорее всего, преувеличивая, пишет о 560 убитых латниках и 7500 прочих воинах (не считая утонувших) в армии Генриха против всего 4 латников и 40 простых воинов в армии Педро.

## Последствия

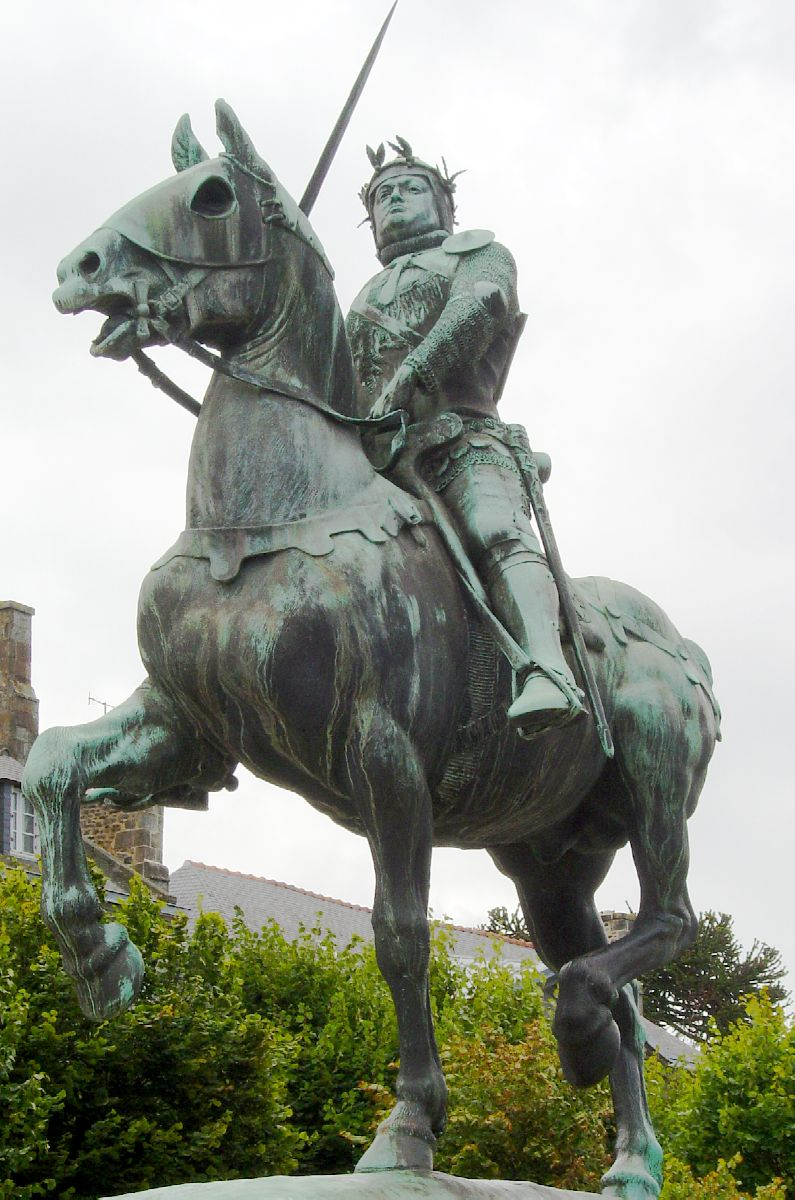
Э. Фремье. Бертран дю Геклен (1902). Динан, Франция

Педро отказался платить Чёрному Принцу за наёмное войско, которое принесло ему победу, и очень скоро ему пришлось вновь отстаивать права на престол с мечом в руке. Генрих сумел избежать плена и готовился взять реванш. Он набрал новую армию в Арагоне и в южных французских землях, взял Леон и осадил Толедо. Пришёл час новой битвы, в которой Педро задействовал мавров с юга Испании, а также евреев и португальцев. Противнику удалось застигнуть войско Педро врасплох и разгромить наголову. Педро с немногочисленными спутниками бежал с поля боя и укрылся в ближайшем замке Монтьель. Вскоре он попал в плен и предстал перед Генрихом. Между сводными братьями произошла ссора, кончившаяся гибелью Педро менее чем через два года после того, как он вернул себе трон.
Бертран дю Геклен сдался сэру Джону Чандосу, был увезён в Англию и вскоре выкуплен Карлом V за гигантскую сумму в 100 000 ливров. Уже в 1368 году он вернулся в Испанию и вновь оказал помощь Генриху в низвержении Педро. За победу при Монтьеле он удостоился дополнительных владений, приносивших 20 000 ливров в год. В 1370 году дю Геклена отозвали во Францию, где он получил высший пост коннетабля, став одним из ближайших помощников короля. Именно он стоял за новой тактикой постоянных беспокоящих набегов на англичан и уклонения от решительных сражений, благодаря которой французам удалось вернуть большую часть земель, потерянных по миру в Бретиньи.
Эдуарду пришлось распустить наёмников и вернуться в Аквитанию. Несмотря на такой существенный источник дохода, как выкуп за многочисленных пленных, он был вынужден поднимать налоги, чтобы пополнить казну. Это привело к протестам гасконских сеньоров, многие из которых предпочли перейти на сторону французского короля. К тому же в 1372 году кастильский флот короля Генриха нанёс поражение английскому у берегов Ла-Рошели, захватив при этом сундуки с 12 000 фунтов стерлингов. Чёрный Принц так и не сумел найти действенного средства обуздания новой французской стратегии, и к моменту его смерти в 1376 году французы отвоевали Они, Нормандию, Пуату, Сентонж и большую часть Аквитании. Хотя Эдуард и познал славу победителя в Испании, в конечном счёте он оставил дело англичан в худшем положении, чем принял его.

## В литературе
- Описывается в историческом романе А. Дюма-отца «Бастард де Молеон» (1846), посвящённом участию Франции и Англии в гражданской войне в Кастилии.
- Упоминается в историческом романе Артура Конан Дойла «Белый отряд» (1891), в центре сюжета которого Пиренейский поход Эдуарда Чёрного Принца.

## Комментарии
1. ↑  Все сражались спешенными.
2. ↑  Из которых 2500 сражались спешенными.
3. ↑  Термин «рыцарь» здесь не вполне применим, так как несёт дополнительный социальный смысл. «Латник» является более адекватным переводом для англ. man-at-arms, фр. homme d’arme. Каждый рыцарь являлся латником, но не каждый латник являлся рыцарем[3].
4. ↑  Титулярный король Майорки (королевство фактически прекратило существование в 1344 году), князь Ахейский.